# Сент-Обан-д’Оз
Сент-Оба́н-д’Оз (фр. Saint-Auban-d'Oze, окс. Sant Auban d'Auza) — коммуна во Франции, находится в регионе Прованс — Альпы — Лазурный Берег. Департамент коммуны — Верхние Альпы. Входит в состав кантона Вейн. Округ коммуны — Гап.
Код INSEE коммуны — 05131.

## Население
Население коммуны на 2008 год составляло 68 человек.
| 1962 | 1968 | 1975 | 1982 | 1990 | 1999 | 2008 |
| ---- | ---- | ---- | ---- | ---- | ---- | ---- |
| 47   | 52   | 40   | 59   | 64   | 67   | 68   |

## Экономика
Основу экономики составляет сельское хозяйство (животноводство и садоводство). Туризм развит слабо.
В 2007 году среди 41 человека в трудоспособном возрасте (15—64 лет) 30 были экономически активными, 11 — неактивными (показатель активности — 73,2 %, в 1999 году было 69,0 %). Из 30 активных работали 28 человек (13 мужчин и 15 женщин), безработными были 2 женщины. Среди 11 неактивных 4 человека были учениками или студентами, 5 — пенсионерами, 2 были неактивными по другим причинам.

## Достопримечательности
- Руины монастыря XII века (аббатство Клосон).
- Церковь, построенная на месте бывшей часовни (реконструирована в XIX веке).

## Фотогалерея

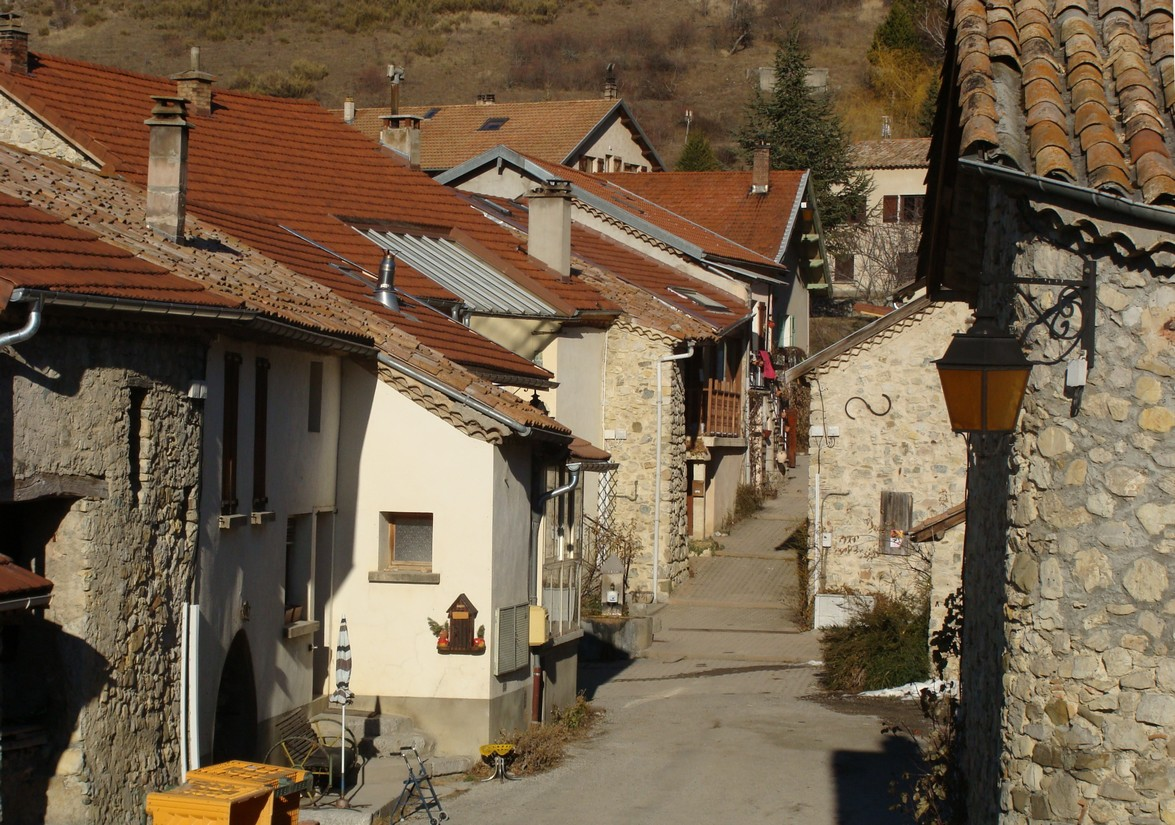
Сент-Обан-д’Оз
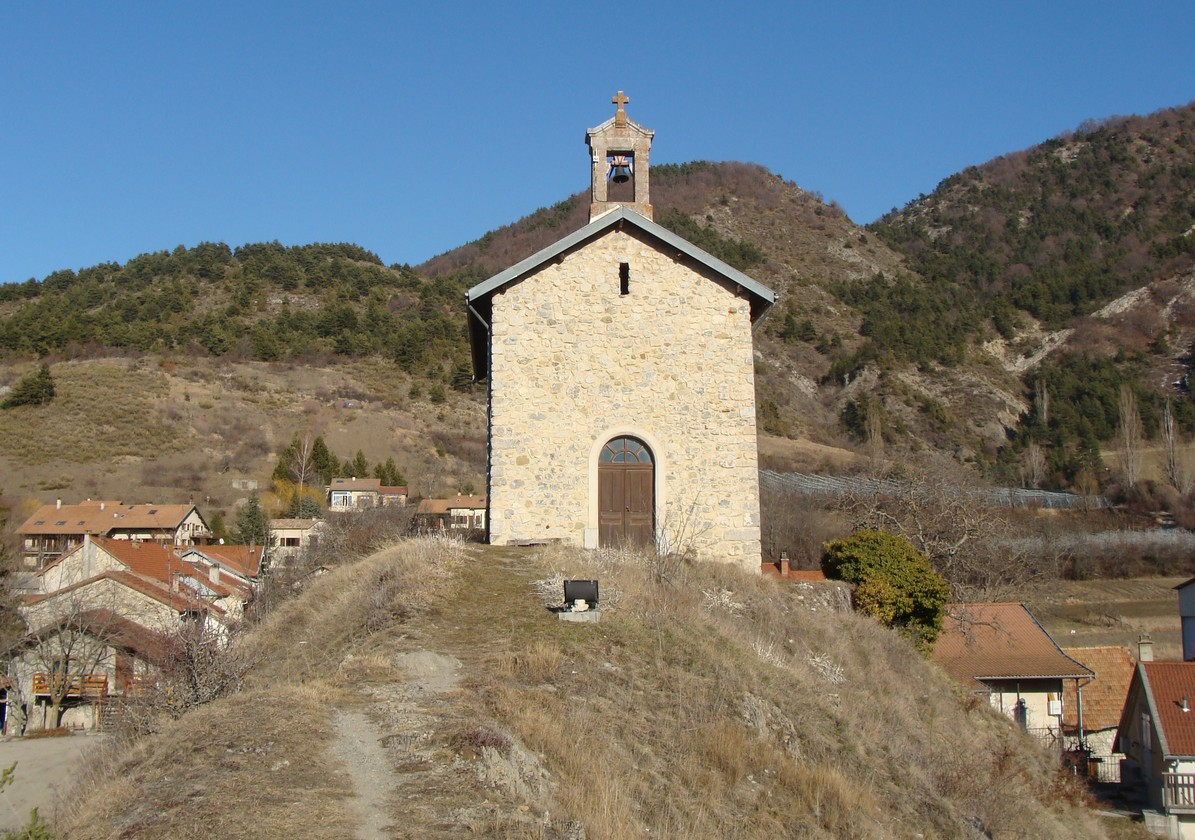
Церковь
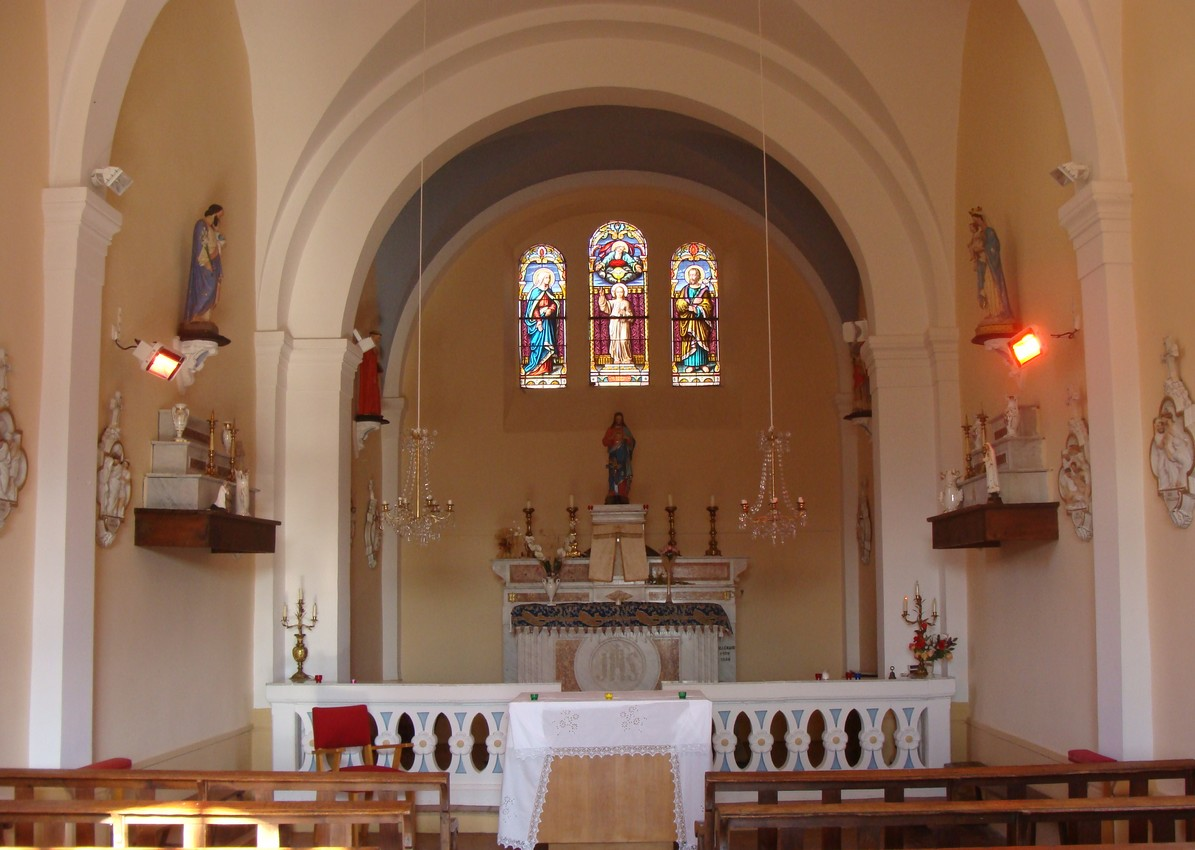
Клирос церкви
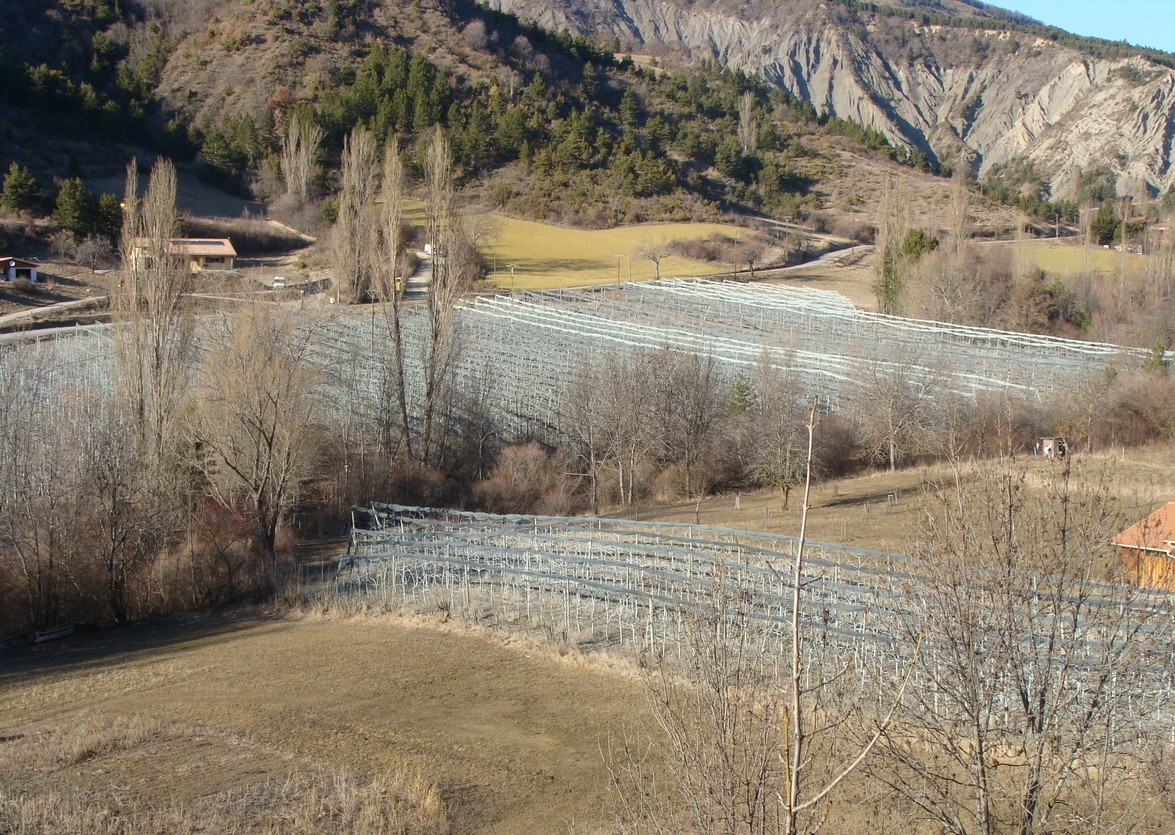
Виноградники